# ناحیه برحال
ناحیه برحال (به عربی: دائرة برحال) یک ناحیه در الجزایر است که در استان عنابه واقع شده‌است. ناحیه برحال ۴۱٬۰۷۶ نفر جمعیت دارد.